# غلاديشية ميدوغية
غلاديشية ميدوغية (الاسم العلمي: Gleditsia medogensis) هي نوع نباتي يتبع جنس الغلاديشية من فصيلة البقولية.